# Musée national du cinéma
Le musée national du cinéma (italien : Museo Nazionale del Cinema - Fondazione Maria Adriana Prolo) est un musée consacré à l'histoire du cinéma italien et international situé dans le centre historique de Turin, en Piémont. Fondé en 1953, il s'agit du musée le plus fréquenté de Turin, berceau du cinéma national, et aussi le plus grand consacré au septième art en Europe.

## Description
Le musée national du cinéma, fondé en 1953, est accueilli dans un décor architectural grandiose, la Mole Antonelliana. Le noyau de la collection - légué à la commune en 1991 - est dû au travail de l'historienne et collectionneuse Maria Adriana Prolo. Inauguré en 2000, après la rénovation de l'architecte Confino, son espace muséographique se développe sur une surface de  3 200 m2 distribuée sur cinq étages. Il présente des appareils optiques pré-cinématographiques (lanterne magique), accessoires de cinéma anciens et modernes et des pièces provenant des premiers studios de cinéma. Dans la salle principale, construite dans la salle dite du tempio della Mole, une série de niches est dédiée aux divers genres de film. Le musée conserve d'importantes collections en constante augmentation : il regroupe (en 2006), 20 000 appareils, peintures et gravures, en plus de 80 000 documents photographiques, 12 000 films, 26 000 volumes et 300 000 affiches venus du monde entier. Une salle proche, à l'intérieur du cinéma Massimo, est réservée exclusivement aux rétrospectives et autres activités du musée. Le musée accueille l'un des principaux festivals cinématographiques d'Italie : le Torino Film Festival.
Depuis l'atrium et allongé dans des fauteuils, il est possible de regarder des films sur deux écrans géants. Au centre du musée, un ascenseur panoramique, inauguré en 1961 et rénové en 1999, avec une cabine aux parois transparentes, qui effectue sa course verticale en 59 secondes, permet d'atteindre en un seul trait, la plateforme panoramique du dôme, à 85 m, d'où on peut admirer le panorama de la ville. Il s'agit du musée avec la plus grande extension en hauteur du monde.
En 2004, le critique de cinéma Alberto Barbera reprend la direction du musée,.

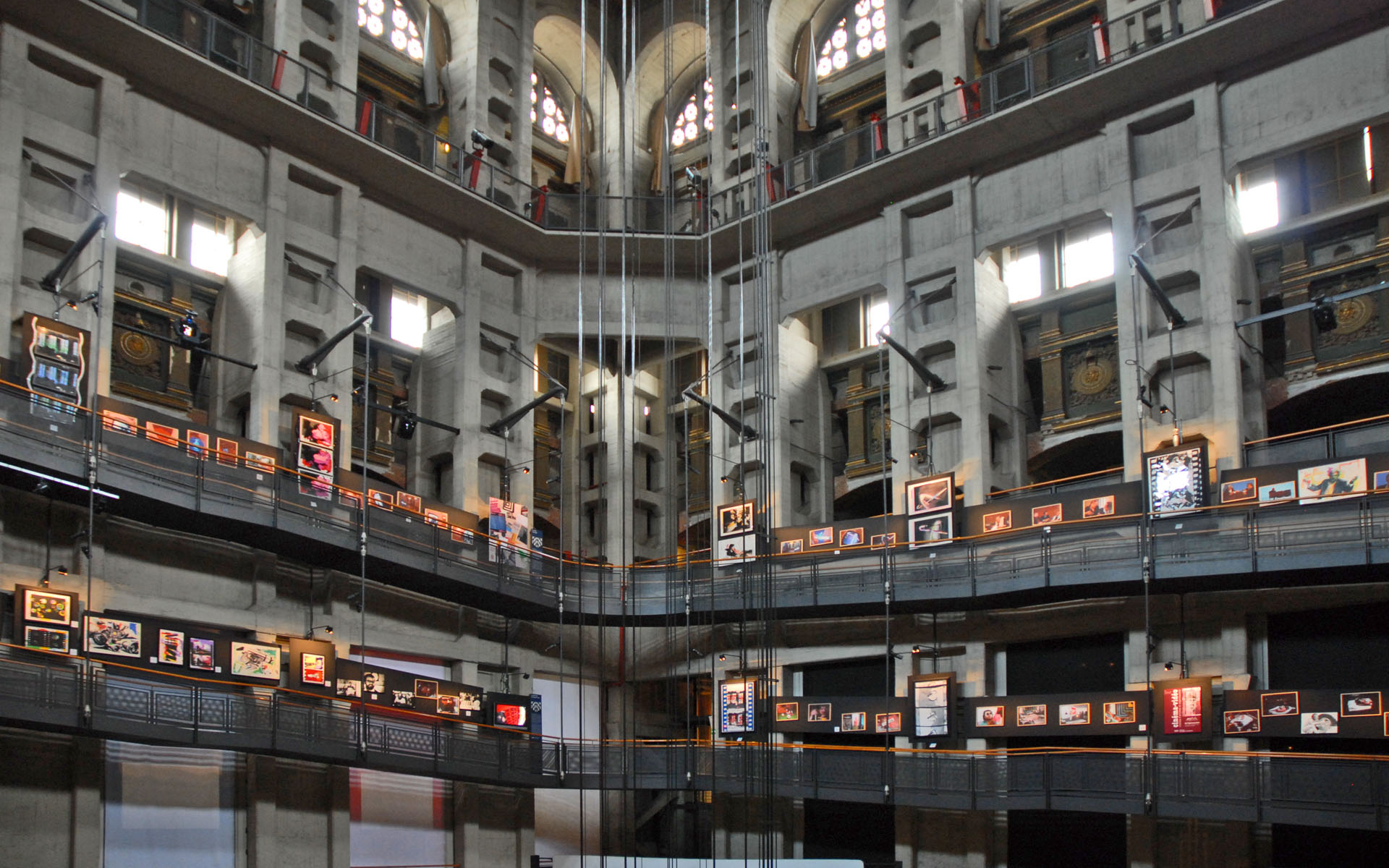
Intérieur du musée.
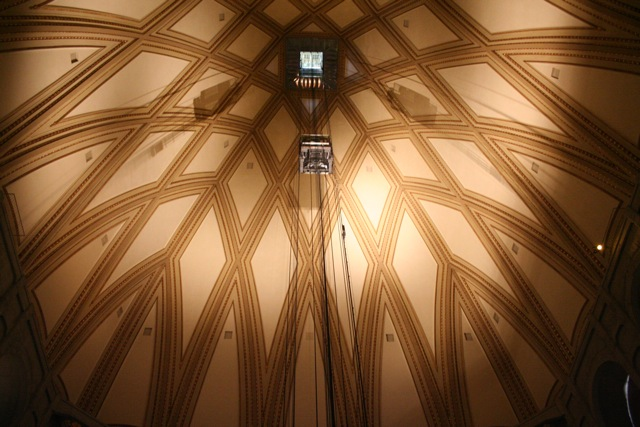
Ascenseur panoramique.
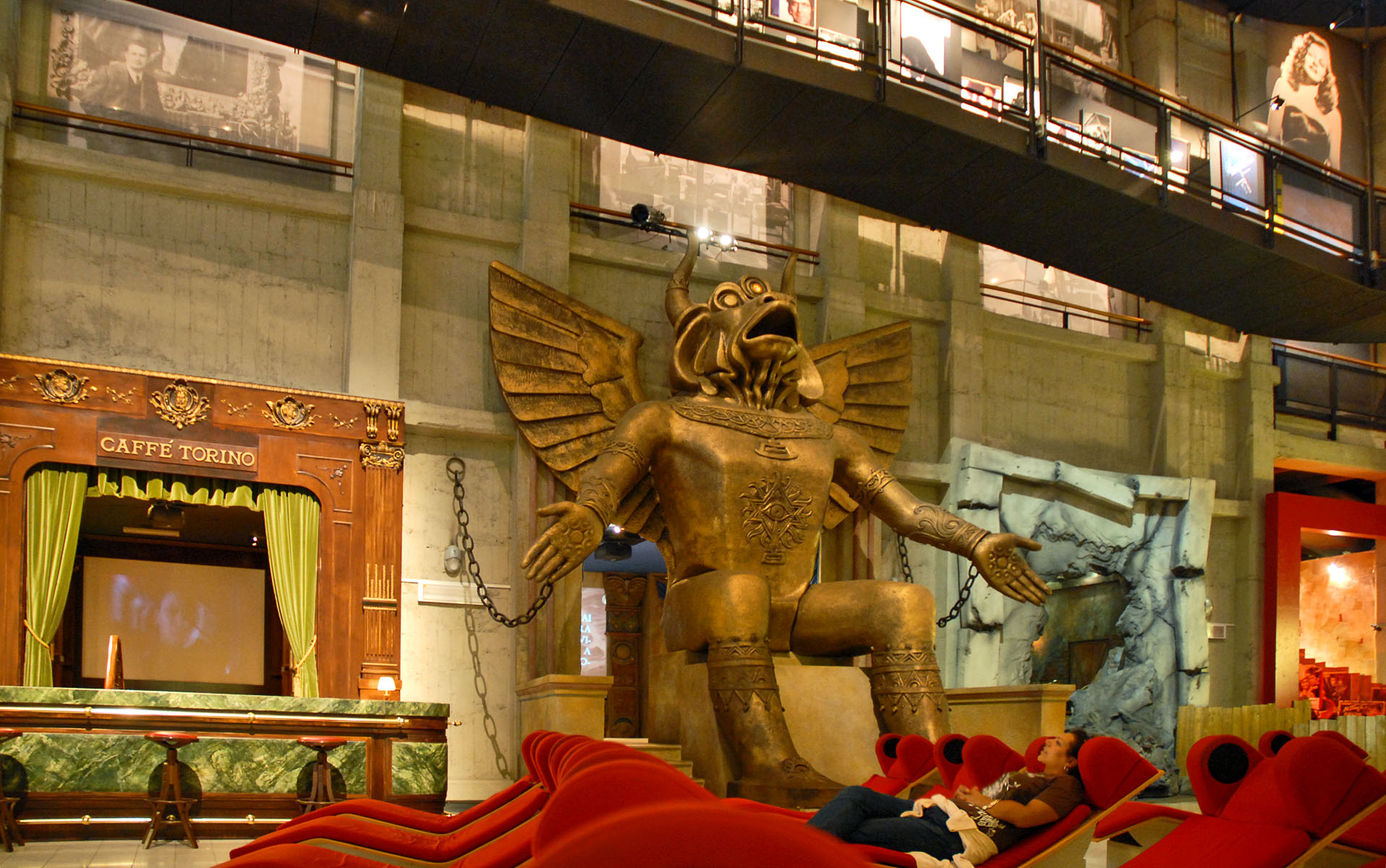
Décor du film Cabiria.

## Collections
Nanni Moretti a fait don au musée en 2016 de la mythique Vespa sur laquelle il parcourt les quartiers de Rome dans Journal intime.